# Собичеве
Со́бичеве — село в Україні, у Шосткинській міській громаді Шосткинського району Сумської області. Населення становить 641 осіб. Колишній орган місцевого самоврядування — Собичівська сільська рада. Розташовано за 17 км від райцентру.

## Географія
Село Собичеве розташоване на лівому березі річки Шостка в місці впадання в неї річки Понурка, вище за течією на відстані 4,5 км розташоване село Олине, нижче за течією на відстані 5 км розташоване село Макове.
По селу протікає пересихаючий струмок з загатою.
На річці Понурка велика загата (ставок Понурка). На схід від села розташований гідрологічний заказник «Понурка».
Через село проходить автомобільна дорога Т 2502 (Р65). Поруч проходить залізниця, станція Собичів за 1 км.

## Символіка
На гербі зображений зубр що символізує лісові масиви біля села та що саме сюди веде коріння президента Білорусі Олександра Лукашенка (зубр є неофіційним символом країни). Два вареника на червоному тлі (борщ) символізують місцеву смачну кухню, і фестиваль вареників що проводиться у селі. Циркулярна пилка на синьому тлі зображена наче сонце і символізує місцеве деревообробне підприємство, на якому працює багато мешканців села. Синій колір — річки і ставки.

## Історія
Відоме з першої половини XVI ст. Неподалік від села, в урочищі Степанків Хутір, виявлено поселення бронзової доби.
В 1703 році Олексій Туранський отримав гетьманський універсал на володіння селом.

## Економіка
В селі веде діяльність завод «Сател», який спеціалізується на первинній деревообробці та виробництві пелетів. Частина продукції йде на експорт.

## Населення
Згідно з переписом УРСР 1989 року чисельність наявного населення села становила 775 осіб, з яких 329 чоловіків та 446 жінок.
За переписом населення України 2001 року в селі мешкали 634 особи.

### Мова
Розподіл населення за рідною мовою за даними перепису 2001 року:
| Мова       | Кількість | Відсоток |
| ---------- | --------- | -------- |
| українська | 588       | 91.73 %  |
| російська  | 51        | 7.96 %   |
| білоруська | 2         | 0.31 %   |
| Усього     | 625       | 100 %    |

## Освіта
У селі діє Собичівський навчально-виховний комплекс: загальноосвітня школа І-ІІІ ступенів — дошкільний навчальний заклад, директором якого з 2016 року є вчитель вищої категорії, старший учитель Тидякіна Олена Миколаївна.

## Відомі люди
У селі народився І. І. Дорошенко — член союзу письменників України, доктор філологічних наук.
Саме сюди веде коріння президента Білорусі Олександра Лукашенка.

Андрій Редько — український військовий 
Проживав
Воронін Віктор Миколайович — український військовик, учасник російсько-української війни.